# Бокка (вулканология)
Бо́кка (с итал. — «рот, устье») — отверстие на дне кратера действующего вулкана или на его склонах, из которого выделяются вулканические продукты. 
Согласно классификации Джузеппе Меркалли, выделяются следующие виды бокк:
1. адвентивная или латеральная бокка располагается на склоне вулкана,
2. взрывная или эксплозивная бокка, через которую при извержении выбрасывается обломочный материал,
3. вторичная или псевдобокка, через которую вытекает лава,
4. газовая или эффузивная бокка, через которую выходят вулканические газы,
5. лавовая бокка, через которую изливается лава,
6. огненная бокка, через которую выбрасывается раскалённый обломочный материал, выходят горящие газы или вытекает лава.

Отдельно выделяют субтермальную бокку — отверстие на внешнем склоне вулкана, вблизи его вершины, которое образуется в результате проникновения магмы в рыхлые шлаковые пласты.